# Svédországi finnek

A svédországi finnek zászlaja

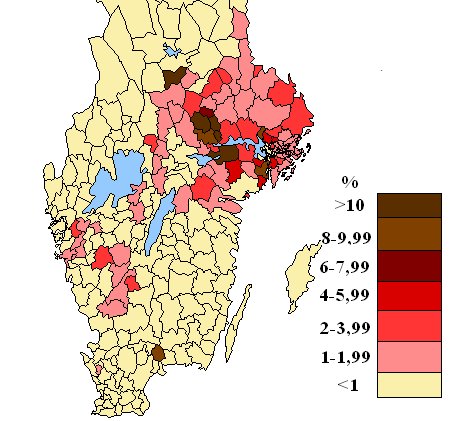
A Dél-Svédországban élő finnek aránya 2005-ben

Svédországi finn az a Svédországban élő ember, aki finn vagy meänkieli nyelven beszél. Gyakran a Tornio-völgyi meänkieli nyelvű beszélőket a finnektől eltérő csoportnak tartják.
Körülbelül 200 000 olyan svédországi finn állampolgár van, akik Finnországban születtek és emellett mintegy 100 000 olyan finn állampolgár van, aki Svédországban él. Nagy részét ezeknek az embereknek gyerekkorukban svédországi finneknek tekintették. Svédországi finneknek tekintik a legrégebben bevándorolt finneket is, akik Közép- és Észak-Svédországba települtek le még a középkorban. Nem minden svédországi finn beszél ám svédül. 2000 áprilisában a svéd kormány a finn nyelvet hivatalos kisebbségi nyelvnek ismerte el, és a finneket, mint hivatalos kisebbséget. A legtöbb mutató szerint a Svédországban élő finnül vagy meänkieliül beszélő lakosság mintegy 470 000 fő. A finn nyelvet a svéd lakosság 4,7%-a, a meänkielit 1,7%-a beszéli.

## Történelmük
Svédország területén már a történelem előtti korokban is éltek finnugor nyelvű csoportok, mint például a számik ősei. Stockholm városában már a korai időkben is éltek svéd és finn nyelvű finnországiak, az 1600-as években meg már mintegy 3 000 finn élt Stockholmban, akkor, amikor a teljes lakosság 30 000 fő volt (azaz a város 10%-a volt finn). Száz évvel később az arány még mindig változatlan volt.
Svédország északi részére a középkor folyamán finn betelepülés történt, ekkor telepedtek le a mai meänkieli nyelvű beszélők ősei a Tornio-völgybe. Az 1600-as években főképp a finnországi Savo tartományból érkeztek bevándorlók Közép- és Észak-Svédországba. Őket erdei finneknek nevezték (finnül metsäsuomalaiset, svédül skogsfinnar). Ők végül nyomtalanul beleolvadtak a svéd lakosságba az 1800-as évekre.
A mai svédországi finnek nagy többségét azok a finnek teszik ki, akik az 1900-as években vándoroltak be Svédországba. A bevándorlás a második világháború alatt jelentősen megugrott, majd a ’60-as és ’70-es évek során olyan nagy volt a bevándorlás, hogy évente mintegy 40 000 finn telepedett le Svédországban. Az 1990-es években évente már csak mintegy 3000 finn döntött a kitelepülés mellett, és a 2000-es években sem nőtt számottevően a vándorlási kedv.

## Nyelvi kérdés
A Riksdag különleges törvényeket hozott. 1999-ben a magánszemélyek jogok kaptak a számi, a finn és a meänkieli nyelv használatára a közigazgatási hatóságoknál és a bíróságokon, azokon a településeken, ahol ezeket a nyelveket használják. A törvény azt is előírja, hogy a településeken iskolai előkészítő tevékenységet folytassanak és az idősgondozásban is használhatják hivatalosan a kisebbségi nyelveket. 2005-ben a svédországi finnek eddigi nyelvhasználati lehetőségeit jelentősen bővítő előterjesztésről született döntés Svédországban. Kormányzati elképzelések szerint a közeljövőben Mälardalen régióban külön közigazgatási egységet hoznának létre a finn anyanyelvű közösség számára, ami az országban élő finn nyelvet beszélő lakosság mintegy felének megkönnyíteni az anyanyelv használatát. A közigazgatási egységben 53 település lenne található: ezekben él a 450000 főre becsült svédországi finnek közül mintegy 212000 fő. Egyes településeken arányuk a 24%-ot is eléri. A közigazgatási egység működtetésének költsége évente mintegy 8 millió eurót tesz ki. Az itt élők jogosultak lennének a finn nyelv használatára a közigazgatási hatóságok, illetve a bíróságok előtt, tanulhatnának finnül az általános iskolákban, és az idősgondozásban is használnák a finn nyelvet. Eddig egy ilyen hasonló körzet létezett, amely Svédország öt, legészakibb fekvésű települését foglalta magában.

## Oktatás
A finn nyelvű oktatás nem épülhetett ki az erőteljes svédesítés miatt. Az Anyaországukban nem tudnak intézményes keretek között tanulni, de finnországi tanulmányaik amúgy is nehézségekbe ütköznének, mert olyan nyelvjárásban beszélnek, amely messze áll az irodalmi nyelvtől. Valószínűleg későn jött a svéd kormány 1987-es rendelete arról, hogy a Tornio-völgyi finn tanulóknak akkor is legyen joguk anyanyelvi órákhoz ha azt családjukban már mások nem használják. Hátrány még az is számukra, hogy a szakmát és felsőfokú képesítést nem lehet finnül megszerezni, csak svédül. Ez alól csak egy népfőiskola a kivétel, amely 1973 óta működik. Itt különböző területeken lehet finn nyelven tanfolyami szinten tanulni és megszerezni a kívánt képesítést. Az oktatás nyelve itt sem mindig a finn, előfordulhat az, hogy a tanórán belül svédre váltanak. Erről a népfőiskoláról tudni kell, hogy a hallgatói többnyire bevándorlók és nem a Tornio-völgyi finnek közül való. A főiskolát támogatja Finnország.

## Finnek Svédországban
Megyék szerinti felosztásban:
- Norrbotten 60 000 (27,7%)
- Sjuhärad   12 000 (7,0%)
- Sörmlanti 16 000 (7,0%)
- Västmanland 14 000 (6,5%)
- Stockholm 102 000 (6,4%)
- Västerbotten 13 000 (5,7%)
- Dalarna	13 000 (5,6%)
- Uppsala 14 000 (5,6%)
- Gävleborg 13 000 (5,3%)

Városok szerinti felosztásban:
- Stockholm 22287 (46927) (3,1%)
- Göteborg 9727 (20372) (2,1%)
- Södertälje 6290 (10722) (7,6%)
- Eskilstuna 6087 (12072) (6,9%)
- Västerås 5320 (11592) (4,3%)
- Botkyrka 4618 (8408) (6,5%)
- Borås 4460 (9210) (4,6%)
- Huddinge 3774 (7729) (4,7%)
- Haaparanta 3723 (35,1%) nem meänkieli nyelvűek
- Uppsala 3363 (8838) (1,8%)
- Nacka 3340 (4,6%)
- Haninge 3305 (7015) (5,0%)
- Upplannin Väsby 3014 (8,3%)
- Järfälla 2850 (4,8%)
- Norrköping 2692 (2,2%)
- Umeå 2366 (2,3%) nem meänkieli nyelvűek
- Luleå 2316 (3,2%) nem meänkieli nyelvűek
- Norrtälje 2125 (4,1%)
- Malmö 1944 (0,8%)
- Gävle 1867 (2,1%)
- Sigtuna 1857 (5,5%)
- Solna 1838 (3,3%)
- Sundsvall 1838 (1,9%)
- Örebro 1833 (1,5%)
- Köping 1786 (7,0%)
- Täby 1737 (2,9%)
- Tyresö 1685 (4,5%)
- Trollhättan 1661 (3,2%)
- Värmdö 1512 (5,3%)
- Sollentuna 1511 (2,7%)
- Surahammar 1399 (13,0%)
- Skövde 1397 (2,8%)
- Fagersta 1384 (10,7%)
- Sundbyberg 1372 (4,2%)
- Borlänge 1363 (2,8%)
- Kiruna 1359 (5,4%) nem meänkieli nyelvűek
- Hallstahammar 1354 (8,6%)
- Jönköping 1338 (1,2%)
- Enköping 1335 (3,7%)
- Karlskoga 1305 (4,0%)
- Upplannin Bro 1303 (6,4%)
- Österåker 1176 (3,6%)
- Lidingö 1154 (2,9%)
- Avesta 1123 (4,8%)
- Håbo 1114 (6,5%)
- Övertorneå 1113 (18,7%) nem meänkieli nyelvűek

## Híres svédországi finnek
- Aino Jawo, Icona Pop
- Keke Rosberg
- A Kent együttes három tagja (Eskilstunából).

## Fordítás
- Ez a szócikk részben vagy egészben  a   Ruotsinsuomalaiset című finn Wikipédia-szócikk ezen változatának fordításán alapul.  Az eredeti cikk szerkesztőit annak laptörténete sorolja fel. Ez a jelzés csupán a megfogalmazás eredetét és a szerzői jogokat jelzi, nem szolgál a cikkben szereplő információk forrásmegjelöléseként.